# Criodion tuberculatum
Criodion tuberculatum là một loài bọ cánh cứng trong họ Cerambycidae.